# الاحتياج الأكسجيني الحيوي

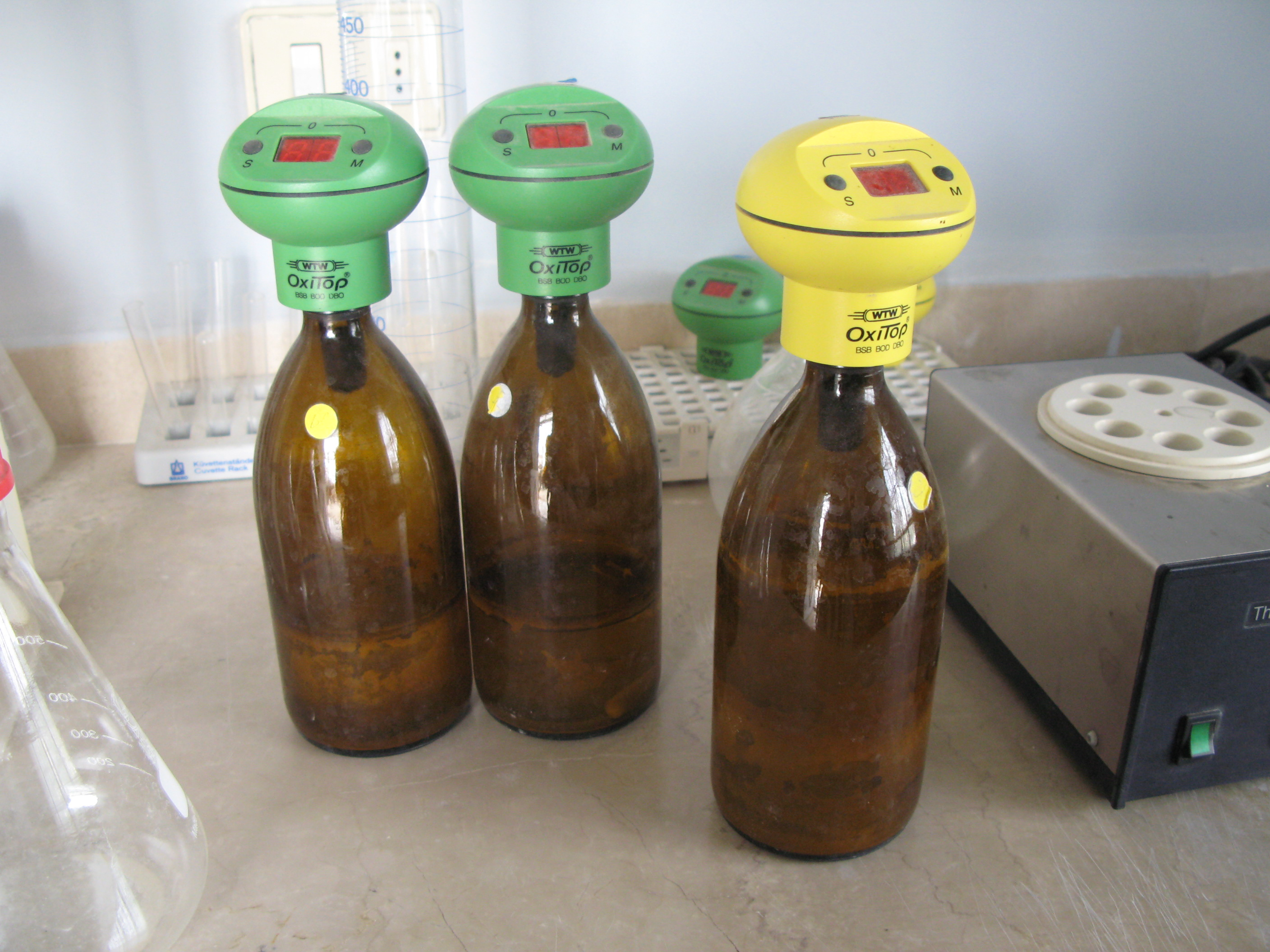

الاحتياج الأكسجيني الحيوي (بالإنجليزية: Biochemical oxygen demand or B.O.D.)‏ هو كمية الأكسجين الذائبة التي تحتاجها الكائنات البيولوجية الهوائية (بالإنجليزية: aerobic biological organisms)‏ في جسم مائي ما لتكسير المواد العضوية الموجودة في عينة المياه في درجة حرارة معينة وضمن فترة زمنية محددة. ويشير هذا المصطلح أيضاً إلى الإجراء الكيميائي الذي يجرى لتحديد كمية الطلب هذه. لا يعتبر هذا الإجراء اختباراً كمياً دقيقاً، على الرغم من أنه يستخدم على نطاق واسع كمؤشر لجودة المياه العضوية.
يستخدم مؤشر ط.أ.ب. كمقياس لمدى فعالية محطات معالجة مياه الصرف الصحي.